# Wrantepott

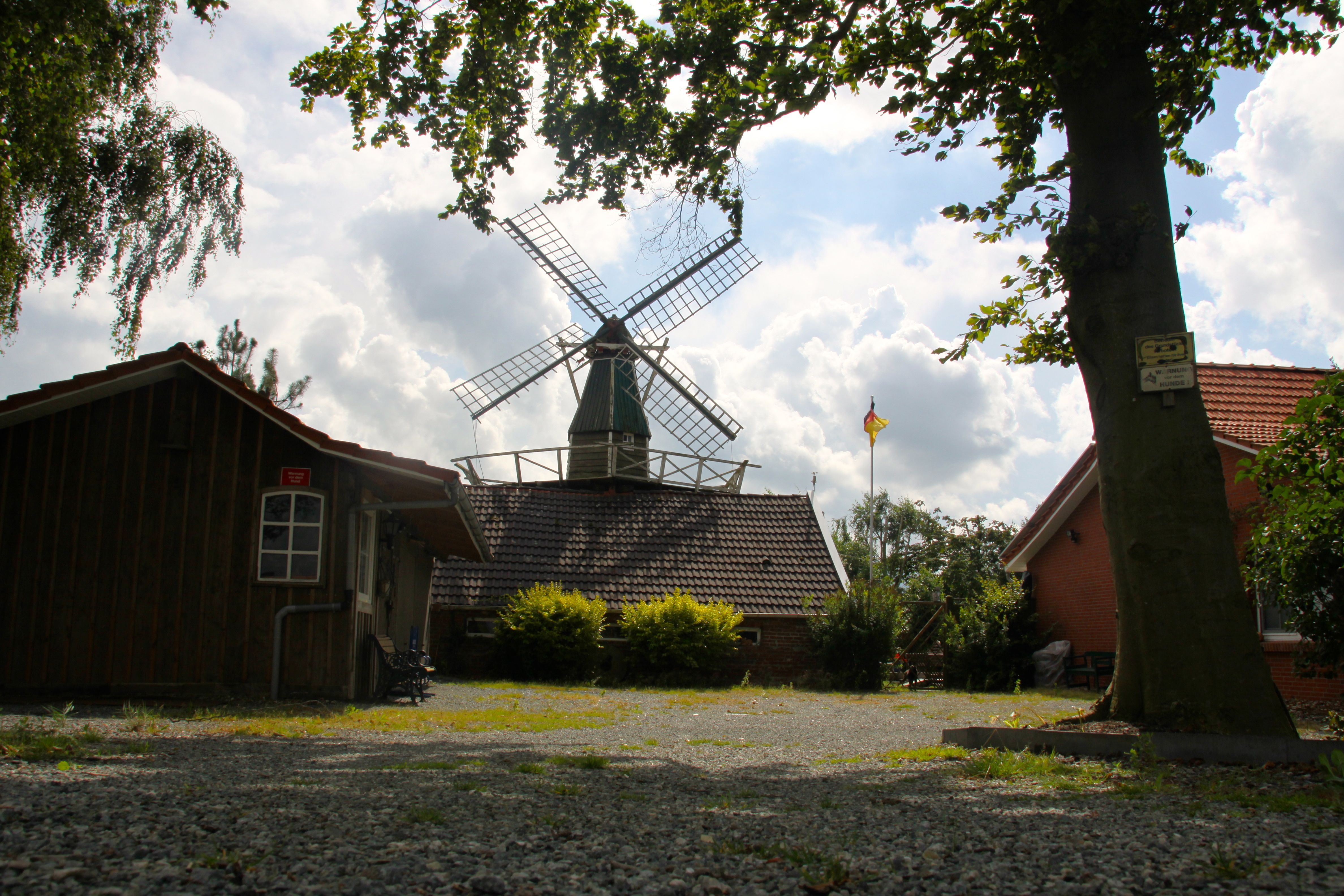
Die Wrantepotter Dreschmühle „De Kaat“

Wrantepott ist eine kleine Siedlung in der Gemeinde Ihlow in Ostfriesland. Sie gehört zum Ortsteil Riepe und liegt zwischen Emden und Riepe. Die Entfernung nach Riepe beträgt etwa fünf Kilometer und nach Emden rund sieben Kilometer. Wrantepott hat etwa 15 Einwohner.
Das kleine Dorf liegt direkt am Ems-Jade-Kanal, der an dieser Stelle etwas breiter ist. In Wrantepott steht außerdem die Dreschmühle „De Kaat“, die eine der kleinsten Windmühlen Deutschlands ist. Sie ist an speziellen Tagen zu besichtigen.
Die Ansiedelung geht auf einen Hof zurück, der wahrscheinlich während der Weihnachtsflut 1717 durch Hochwasser zerstört wurde. Danach bauten die Einwohner ihn wieder neu auf. Der Name geht auf das ostfriesisch-niederdeutsche Substantiv wrante-pot zurück, das mit grämlicher, mürrischer, verdrießlicher Mensch übersetzt wird. Möglicherweise bezieht sich diese Bezeichnung aber auf den vom Schicksal heimgesuchten Hof.